# Skin Picking Disorder

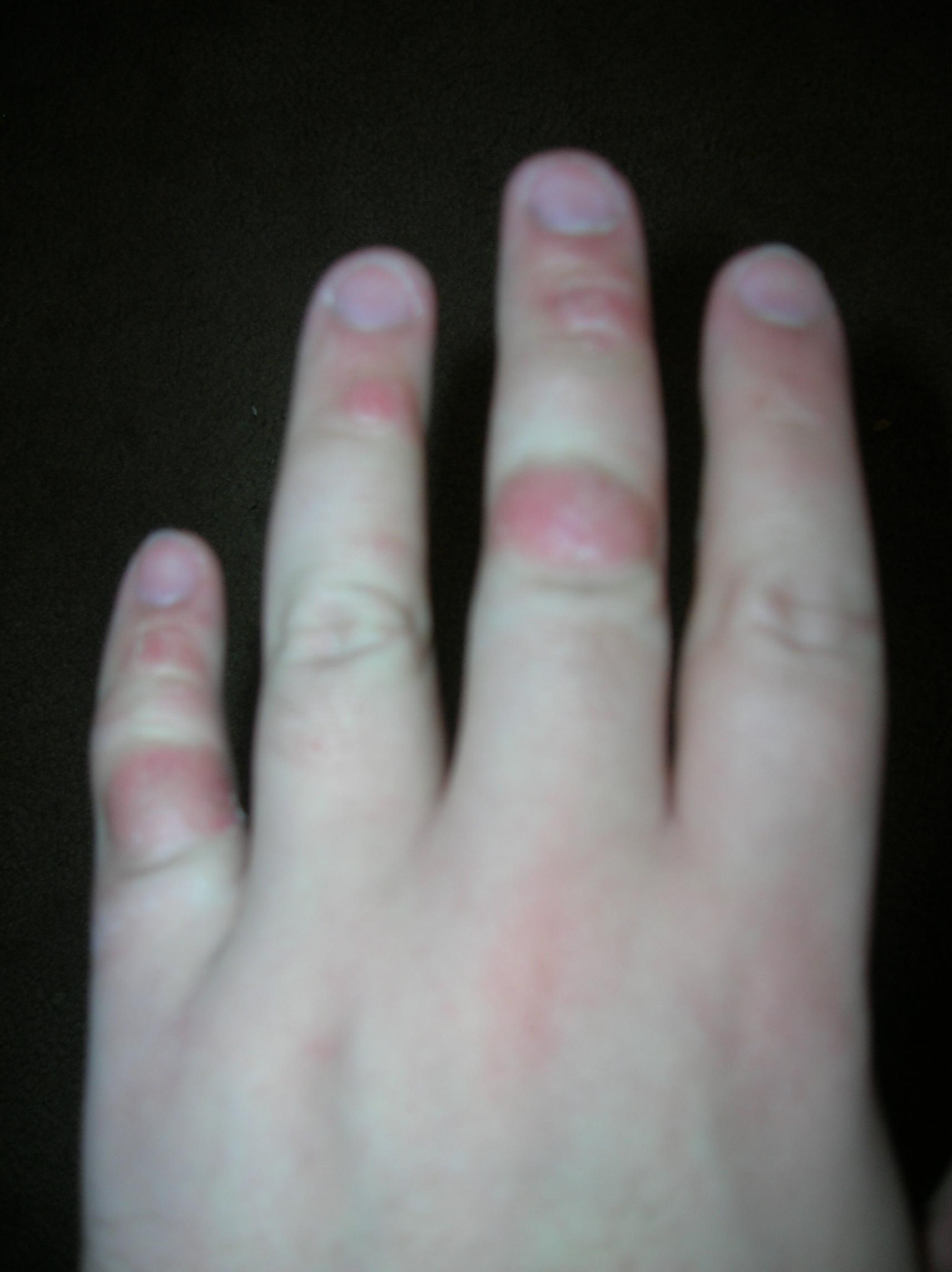
Hauterscheinungen bei der Dermatillomanie

Die Skin-Picking-Störung (eng. Skin Picking Disorder) ist eine Impulskontrollstörung, die durch ein wiederholtes Berühren, Quetschen und Kratzen von erkrankten oder gesunden Hautstellen aufgrund eines unwiderstehlichen Drangs gekennzeichnet ist. Das zwanghafte Bearbeiten der Haut mit den Fingernägeln, oder unter der Verwendung von Werkzeugen, kann zu erheblichen Gewebeschäden führen. Weitere Folgen sind Scham und Schuldgefühle sowie eine wachsende soziale Isolation.
Im deutschen Sprachraum ist der Fachbegriff Dermatillomanie üblich. Dieser Begriff stammt aus dem Griechischen und setzt sich zusammen aus Derma (= Haut), tillein (= rupfen) und Mania (= Begeisterung, Wahnsinn). Ähnliche Bedeutung haben auch das englische Skin Picking sowie Neurotic excoriations oder das französische Acne Excoriée. In der deutschsprachigen Selbsthilfeszene wird mittlerweile der Begriff Skin Picking am häufigsten benutzt.
Dermatillomanie wird dabei psychologisch dem Body-focused repetitive behavior (BFRH), den körperbezogenen, repetitiven Verhaltensweisen, zugerechnet, die auch Onychotillomanie und Trichotillomanie mit einschließen.

## Geschichte und Prävalenz

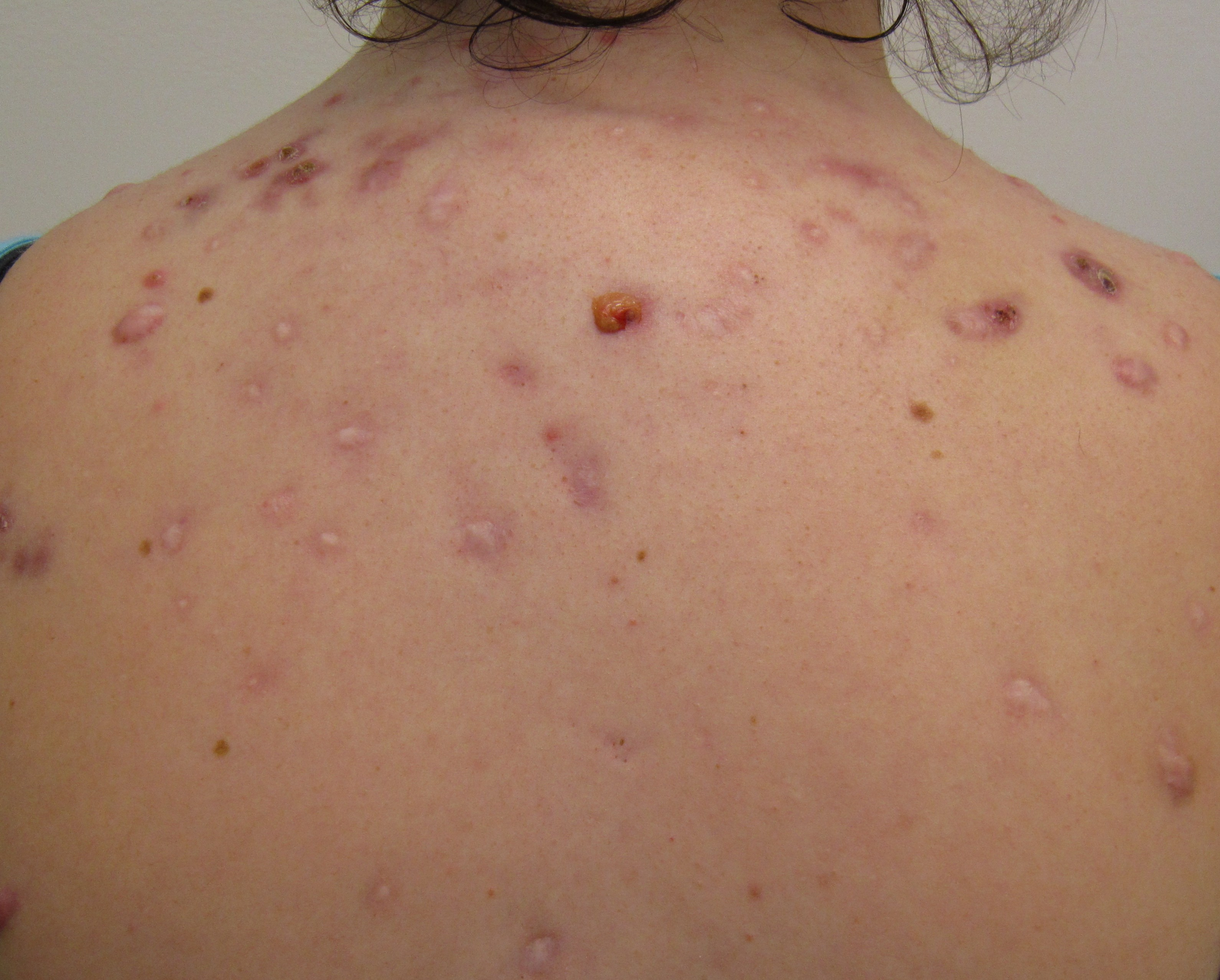
Akne zählt zu den typischen Auslösern von Dermatillomanie, wobei einzelne Entzündungsherde oft so lange bearbeitet werden, bis sich nach dem Abheilen Narben bilden

Im Jahr 1875 beschrieb der englische Arzt Sir Erasmus Wilson erstmals neurotic excoriation, als eine nicht kontrollierbare Tätigkeit, die sich gegen die eigene Haut richtet und ihm zuerst als Symptom von Neurosepatienten aufgefallen war. Das Verhalten, das er beschrieb, beinhaltete das Drücken, Reiben, Kratzen, Kneifen und Bearbeiten der Haut, bis diese sichtbare Schäden aufwies. Dabei waren sich die Betroffenen bewusst, dass sie sich selbst verletzten, konnten den Drang dies zu tun, jedoch nicht kontrollieren, obwohl viele von ihnen es bereits wiederholt versucht hatten.
Im Laufe der Zeit kamen im englischen Sprachbereich die Bezeichnungen psychogenic excoriation, pathological skin picking und compulsive skin picking hinzu, die auf den pathologischen bzw. zwanghaften Aspekt der Erkrankung hinweisen. Dennoch wurde Dermatillomanie erst 2012 in der Internationalen statistischen Klassifikation der Krankheiten und verwandter Gesundheitsprobleme mit aufgenommen.
Der Krankheitsverlauf der mittlerweile als psychische Störung anerkannten Erkrankung ist phasenhaft und kann einen chronischen Verlauf aufweisen.
Die Erkrankung kann zu jeder Zeit auftreten, entwickelt sich jedoch besonders häufig in der späten Kindheit oder frühen Jugend, wie mehrere Untersuchungen belegen. Oft besteht am Anfang ein Zusammenhang mit Akne. Neben den seit dem Kindes- oder Jugendalter Betroffenen gibt es eine zweite Gruppe, bei denen behandlungsbedürftiges Skin Picking im Alter zwischen 30 und 45 Jahren auftritt.
Amerikanische Psychologen schätzten die Prävalenz von Skin Picking Disorder (2012) zwischen 1,4 und 5,4 Prozent der Bevölkerung. Auch in Brasilien sind bis zu 5,4 Prozent aller Erwachsenen betroffen.
Die Dunkelziffer ist hoch; einige Studien gehen davon aus, dass nur bis zu 20 Prozent der von Dermatillomanie Betroffenen sich deswegen in Behandlung begeben.

## Klassifikation

### ICD-11
Mit dem Inkrafttreten der ICD-11 im Jahr 2022 wurde die „Exkoriationsstörung“ (Code: 6B25.1) als eigenständige psychische Störung in den Unterabschnitt „Zwangsstörung oder verwandte Störungen“ aufgenommen. Um die Exkoriationsstörung zu diagnostizieren, müssen mindestens folgende Kriterien erfüllt sein:
- Wiederkehrendes Picking auf der Haut.
- Erfolglose Versuche, das Picking zu stoppen oder zu verringern.
- Erhebliche Hautläsionen als Folge des Picking-Verhaltens.
- Die Symptome führen zu erheblichem Leidensdruck oder erheblichen Beeinträchtigungen im persönlichen, familiären, sozialen, schulischen, beruflichen oder anderen wichtigen Funktionsbereichen.”

### Andere Klassifikationssysteme
In die ICD-10 und dem DSM IV wurde die Dermatillomanie als Impulskontrollstörung eingeordnet, wird im neueren DSM-5 jedoch als Zwangsspektrumsstörung verortet.
Es wird angenommen, dass Betroffene das Bearbeiten ihrer Haut als angenehm und entspannend empfinden. Währenddessen erleben sie einen tranceähnlichen Zustand, in dem warnende Gedanken und negative Konsequenzen ignoriert werden. Die Handlung ist wie ein Ventil, durch sie werden Stress, Langeweile oder Wut und Trauer abgelassen. Erst wenn dieser ekstatische Schub vorüber ist, können sie die Hände von ihrer Haut nehmen und Gefühle wie Reue und Scham treten an die Stelle.
Diagnostische Merkmale der „Störungen der Impulskontrolle nicht andernorts klassifiziert“ nach DSM-IV
- Versagen, einem Impuls, einem Trieb oder einer Versuchung zu widerstehen, eine Handlung auszuführen, die schädlich für die Person selbst oder für andere ist
- Ansteigendes Gefühl von Spannung oder Erregung vor Durchführung der Handlung
- Erleben von Vergnügen, Befriedigung oder Entspannung während der Durchführung
- Nach der Handlung können Reue, Selbstvorwürfe oder Schuldgefühle auftreten oder nicht

Andere Erkrankungen, die in diese Gruppe eingeordnet werden, sind z. B. Trichotillomanie (wiederholtes Ausreißen der Haare in so einem Ausmaß, dass Leidensdruck oder Beeinträchtigungen bei alltäglichen Aufgaben und Aktivitäten entstehen) oder Kleptomanie (Stehlen von Gegenständen, die nicht benötigt werden).

## Symptomatik
Von Skin Picking betroffene Personen bearbeiten Pickel, Härchen oder Krusten, aber auch gesunde Hautstellen mit Fingern, Pinzetten, Nadeln oder anderen spitzen Gegenständen, sodass Wunden und Narben entstehen können. Dabei folgen Betroffene einem Impuls, dem sie kaum Widerstand entgegensetzen können. Diese Handlung führt zu einem Leidensdruck und Beeinträchtigungen in alltäglichen Lebensbereichen. Die Gründe für diese Handlungen sind unterschiedlich, meist wird jedoch Stress als Auslöser diskutiert.
Die Zeit, die pro Tag für das Bearbeiten der Haut aufgewendet wird, ist von Mensch zu Mensch unterschiedlich und auch nicht jeden Tag gleich. Angaben reichen von wenigen Minuten bis zu mehreren Stunden für eine Skin-Picking-Episode. Die meisten Betroffenen berichten von mehreren Episoden pro Tag. Das können im Extremfall bis zu 150 Episoden am Tag sein. Für die Schweregrad-Einschätzung hat sich die Skin Picking Scale Revised (SPS-R) bewährt, eine autorisierte Version wurde von Dr. Christina Gallinat ins Deutsche übertragen.
Bei Betroffenen, die täglich mehrere Stunden aufwenden, kann es zu Problemen im Beruf, mit der Schule oder im sozialen Bereich kommen, da sie sich durch ihr Verhalten verspäten, oder diese versäumen.
Ein weiteres Kriterium, nachdem der Schweregrad der Erkrankung sich unterteilen lässt, ist die Anzahl der Hautverletzungen und der betroffenen Stellen (engl. Picking Sites).
Bevor die Diagnose Dermatillomanie final gestellt wird, ist abzuklären, dass das Verhalten nicht Symptom einer anderen Zwangspektrumstörung (wie Dysmorphophobie) ist, auf eine dermatologische Erkrankung zurückzuführen ist. Auch die Möglichkeit als Nebenwirkung von Arzneimitteln oder Drogen (wie Amphetamin) muss im Vorfeld abgeklärt werden.

## Komorbidität und Folgen
Es gibt eine Reihe von Erkrankungen, die überdurchschnittlich oft gemeinsam mit Dermatillomanie auftreten, wobei die Angabe in den Klammern die prozentual von Skin Picking Betroffenen beziffert;
- Depressionen (12,5-48 Prozent[2] beziehungsweise 32-37 Prozent[8])
- Substanzabhängigkeiten (incl. der Abhängigkeit von psychoaktiven Substanzen und Alkoholkrankheit; 14-36 Prozent[2])
- Angststörungen (8-23 Prozent[2])
- Generalisierte Angststörungen (12,5 - 48 Prozent[8])
- Onychophagie
- Dermatophagie
- Tourette-Syndrom und Ticstörungen (Selbstverletzendes Verhalten/Autoaggression)[17][18][19][20][21][22]
- Autismus und ADHS[23][24]

Ein Teil der Überschneidungen mit den oben genannten Krankheitsbildern haben sowohl Dermatillomanie als auch Trichotillomanie gemeinsam.
Zu den körperlichen Folgen des Skin Pickings gehört, dass die betroffenen Hautstellen häufig nicht verheilen können, sodass es zu Entzündungen, Problemen bei der Wundheilung durch erneutes Skin Picking sowie immer stärkere Verletzungen und letztlich zur Bildung von Narben kommt.
Dermatillomanie-Patienten leiden aufgrund der Narben, Wunden oder roten Stellen oftmals unter großen Scham- und Schuldgefühlen und versuchen, die betroffenen Stellen zu verbergen oder sie vermeiden den Kontakt zu anderen. Dies kann bis zur sozialen Isolation und somit einem erheblichen Verlust an Lebensqualität führen.

## Therapiemöglichkeiten
Die Erkrankung ist bisher nur unzureichend erforscht und auch unter Fachleuten noch wenig bekannt. In einer Meta-Analyse von 2024 wurden verschiedenen Behandlungsansätze geprüft und der Einsatz von kognitiver Verhaltenstherapie und Achtsamkeit und Akzeptanz-basierte behaviourale Ansätze als besonders wirksam bei der Behandlung von Skin Picking Disorder beschrieben.
Ein wichtiger Bestandteil der verhaltenstherapeutischen Herangehensweise, welches sich bei Dermatillomanie bewährt hat, ist das Habit-Reversal-Training, das auch in Eigenregie von Betroffenen angewendet werden kann. Die Methode wurde 1973 von Azrin und Nunn entwickelt, um unerwünschte Gewohnheiten durch verbesserte Selbstwahrnehmung und neu erlernte Verhaltensweisen zu verändern und die die Ausübung des dysfunktionalen Verhaltens entgegengesetzt sind. Nach neueren Untersuchungen berichteten 50 % der Anwender von einem eindeutigen Rückgang von Skin Picking.
Zusätzlich zu einer Form von kognitiver Verhaltenstherapie wird zur Medikamentierung von Serotonin-Wiederaufnahmehemmern, N-Acetylcystein oder Naltrexon geraten.
Die Gabe von N-Acetylcystein hat sich bereits bei der ähnlich gelagerten Trichotillomanie bewährt, da sie die Impulskontrolle durch Regulierung des Glutamat-Stoffwechsels positiv beeinflussen soll. Einige Fallstudien sowie kleinere Studien haben eine Reduzierung des Skin Picking durch die Gabe von N-Acetylcystein ergeben.
Ergänzend zu einer therapeutischen Maßnahme kann auch die Auseinandersetzung mit anderen Betroffenen hilfreich sein. So gibt es etwa Selbsthilfegruppen, diverse Blogs, Podcasts und noch weitere Möglichkeiten, in das Thema einzusteigen und sich darüber auszutauschen.

## Erforschung
Bisher ist Skin Picking nur recht wenig erforscht. Statistiken, empirische Daten und Zahlen sind noch rar und die folgenden Angaben zur Häufigkeit nur als ungefähre Schätzungen zu verstehen. Außerdem liegen noch keine einheitlichen Kriterien vor, um genau feststellen zu können, wann jemand unter Skin Picking leidet und wann nicht.
Nach bisherigem Forschungsstand überwiegen unter den Betroffenen die Frauen. Je nach Untersuchung beträgt ihr Anteil zwischen 60 und 90 Prozent. Es ist allerdings nicht ausgeschlossen, dass der Männeranteil unterschätzt wird, da Männer im Allgemeinen seltener psychologische Hilfe in Anspruch nehmen als Frauen.